# Azaa Adel
Azaa Adel es una deportista egipcia que compitió en taekwondo. Ganó una medalla de bronce en el Campeonato Mundial de Taekwondo de 1991 en la categoría de –55 kg.

## Palmarés internacional
| Campeonato Mundial | Campeonato Mundial | Campeonato Mundial | Campeonato Mundial |
| Año                | Lugar              | Medalla            | Categoría          |
| ------------------ | ------------------ | ------------------ | ------------------ |
| 1991               | Atenas (Grecia)    | Medalla de bronce  | –55 kg             |